# 진화발생생물학
진화발생생물학 또는 이보디보(영어: Evo-devo; Evolutionary Developmental Biology)는 다양한 동물과 식물의 발생과정을 비교하여 공통 조상에서부터 진화한 생물의 공통 요소와 변이를 연구하는 생물학의 한 분야이다. 진화발생생물학은 생물학의 한 분야로, 공통의 조상 관계를 결정짓기 위해 생물들의 발생과정을 비교하고 발생 과정 상의 진화에 대해 연구한다. 이보디보는 발생의 근원과 발생 경로의 진화, 발생에서의 변화가 낳은 새로운 형질들, 발생의 유동성이 진화에서 가지는 역할, 생태학이 발생적·진화적 변화에 미치는 영향, 진화적 상동의 발생학적 배경에 대해 정의한다. 진화발생생물학은 발생의 과정이 어떻게 진화했고, 유전의 과정에서 어떻게 변경되었으며, 그 결과 어떻게 생물 다양성이 형성되는지를 연구한다.

## 개요
발생 과정은 유전적으로 프로그램화되어 있고 진화는 변이와 선택에 의한 결과이다. 진화생물학과 발생생물학은 서로 분리된 관계를 유지하여 오다가 20세기 초 융합되어 생물 종 사이의 발생 과정 비교가 진화의 증거로 이용되기 시작하였다. 이후 유전학의 발달로 두 학문 사이의 학제간 연구가 계속되어 왔으며 1980년대 진화발생생물학이 성립하게 되었다.
20세기 이후 생물학의 연구 분야는 크게 보아 자연사, 유전학, 발생생물학으로 구분될 수 있다. 1980년대 후반 시작된 진화발생생물학은 그동안 세분화되어 연구되었던 생물학의 제반 연구 분야를 진화와 발생을 축으로 하여 융합한 학제간 연구이다. 진화발생생물학의 기반을 이루는 학문은 유전학, 세포생물학, 생리학, 생화학, 생물물리학, 내분비학 등이다.

## 개념 및 의의

### 이보디보란 무엇인가

이보디보가 포함하는 학문들

진화발생생물학을 가리키는 또 다른 말인 이보디보는 생물학의 한 분야로, 공통조상 관계를 결정짓기 위해 서로 다른 생물체의 발생과정을 비교하고 발생과정이 어떤 경로로 진화해왔는지에 대해 연구한다. 이보디보는 발생의 근원과 진화 과정, 발생에서의 변화가 일으킨 새로운 형질의 탄생, 발생의 유동성이 진화에서 가지는 역할, 생태학이 발생적•진화적 변화에 미치는 영향, 진화적 상동의 발생학적 배경에 대해 정의한다. 이보디보에서 진화란 발생학적 과정들이 얽혀있는 오래된 유전자 체계에서 새롭고 혁신적인 구조를 만들거나 다른 생물체들에서 유사한 운동을 하도록 보존하게끔 바꾸는 것이다.

학자들의 초기 관심사는 몸의 체제와 조직의 발생을 조절하는 세포와 분자수준의 메커니즘에서의 유사점을 발견하는 데에 쏠려있었지만, 현대에는 종 분화와 연관된 발생학적 변화들에까지 접근하고 있다.

### 이보디보의 의의
이보디보는 최근 20년 간 벌어진 생물학의 통섭 흐름을 대변해주는 학문이라 할 수 있다.
첫째로, 이보디보는 진화 이론들이 통섭의 길을 걷게 한 장본인이다. 생물학은 1930~1940년대 신다윈주의나 근대적 종합을 한번 겪었으나, 사실 당시의 발생학은 막 등장하기 시작한 유전학에 밀려 생물학계의 통합의 흐름에 함께 끼지 못했다. 유전학이 통계 및 확률론의 도움으로 체계적이고 수학적이라는 평을 받을 때, 발생학은 핵심 개념이었던 형태형성장(서로 다른 생물들이 멀리 떨어져 있어도 마치 하나의 유기체처럼 정보를 주고 받을 수 있게 만드는 가상의 공간)을 포함하여 난해하고 추상적인 대상이었다. 따라서 근대적 종합은 알고 보면 다윈의 자연선택론과 집단유전학의 만남이었을 뿐이고, 발생학은 그 후 40년이 지나도록 진화론과 통합될 수 없었다. 1970년대 후반에 들어서야 분자생물학의 엄청난 성공에 힘입어 (분자)발생유전학자들이 호메오박스를 발견하는 극적인 성공을 거두면서 어두웠던 발생생물학 연구에도 햇빛이 들기 시작한다. 이보디보는 이전까지 정체된 채로 남아있었던 발생학을 눈뜨게 하고, 발생학을 고생물학 및 분자유전학과 결합시키면서 이때까지 풀리지 않았던 문제들을 혁명적으로 해결해나간다.
둘째, 이보디보는 진화의 기본원칙들을 효율적으로 설명한다. 형태의 진화를 연구하고, 발생 및 유전자에서의 변화가 어떻게 진화를 불러일으키는지 연구하다 보면, 통일적이면서도 다양한 생물들 아래 숨어있던 원칙들이 속속히 드러난다. 또한 이보디보는 진화의 개념들을 가르치는 데 사용되었던 이전의 추상적인 접근을 대체하는 구체적이고 시각적인 접근법들을 제안한다. 예를 들어, 배아에서 유전자가 발현하는 형태는 시각적으로 뚜렷하며, 서로 다른 종의 툴킷 유전자들은 각각을 집어내 보일 수 있는 것으로 훨씬 효율적으로 진화의 개념들을 설명할 수 있다.
셋째, 이보디보는 진화생물학 교육을 두고 빚어지는 사회적 논란에서 큰 도움이 될 수 있다. 이보디보는 진화의 메커니즘과 원칙들을 실체적이고 구체적으로 설명하기 때문이다.
마지막으로, 진화발생생물학의 중요성은 확실히 철학적인 수준을 넘어선다. 우리 주변의 생태계는 인간뿐만 아니라 무수히 다양한 생명체들로 이루어져 있다. 자연 안에서 우리는 모두 상호작용하며 서로에게 지대한 영향을 끼친다. 따라서, 모든 생명체들의 운명은 우리 인간이 진화에 어떤 영향을 미치는가를 먼저 이해할 때 보장받을 수 있다.

## 이보디보의 역사 및 배경

### 이보디보의 역사
1850년 오웬은 생명의 역사가 목적을 가진 단계적인 계획에 따라서 자연적인 발생에 의하여 만들어진 종들에 의하여 새로운 종들이 만들어지며 운명적으로 쓰인 것이라고 주장하였다. 찰스 다윈은 종의 기원에서 자연선택을 통한 진화를 주장하여 현대 생물학의 기둥을 세웠다. 그는 일찍이 진화를 연구하는 데 있어서 발생의 중요성을 인정하였다.
| “ | 내가 보기에 발생학은 형태의 변화를 지지하는 가장 강력한 사실들이 담긴 학문인데, 내 책을 평하는 사람들 중 그 점을 언급하는 사람은 내가 보기에 아무도 없습니다. – 찰스 다윈, 아사 그레이에게 보낸 편지에서, 1860년 9월 10일 | ” |

또한 다윈은 폰 베어의 분지형태이론과 그가 주장한 변화를 수반한 후손의 개념을 연결 지어서 왜 자연적 분류를 할 때, 배아로부터 유도된 특징들이 성체로부터 유도된 특징들과 동등한 중요성을 가지는지에 대한 해답을 내놓았다.
에른스트 헤켈은 라마르크 주의와 자연철학을 통합하여 다윈의 종합설을 만들어내려고 노력했다. 그는 ‘개체발생이 계통발생을 재연한다’라는 주장을 하였다. 즉, 모든 종의 배아의 발생(개체발생)만으로 그 종의 진화적 발생과정(계통발생)을 설명할 수 있다는 것이다.

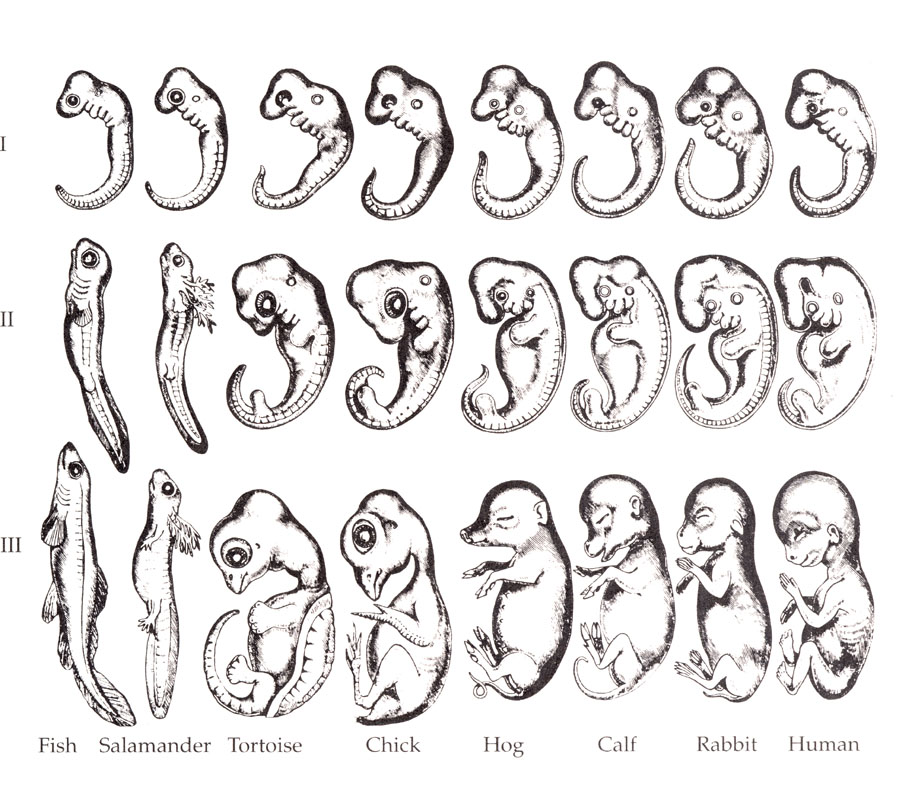
1874년 헤켈은 여덟 종의 척추동물―어류, 도롱뇽, 거북이, 닭, 돼지, 소, 토끼, 사람―의 배아의 발생 과정을 그렸다.

당시 그의 이론은 대부분의 사람들의 신임을 얻지는 못했지만, 현대 진화론 종합설이 세워진 이래 발생에 대한 새로운 관심을 불러 일으키는 계기가 되었다. 스티븐 제이 굴드는 이 접근을 종단부가로 진화를 설명하는 데 이용하였다. 종단부가란 개체 발생의 마지막 과정에 새로운 형질이 더해지는 것을 말하는데, 이는 개체발생이 계통발생을 재연한다는 헤켈의 주장을 뒷받침하기 위하여 헤켈주의자(혹은 반복론자라고 한다)들이 만들어낸 개념이다. 헤켈의 주장이 설명되기 위해서는 계통 발생의 과정에서 새로운 형질이 항상 조상 생물의 개체 발생 도중이 아닌 마지막에 더해져야 하기 때문이었다. 그러나 이러한 주장은 종단부가가 일어나면 조상 생물에 비해 후손 생물의 개체 발생이 차츰 길어질 수 밖에 없다는 문제를 가지고 있었다. 이를 설명하기 위하여 반복론자들은 새로운 단계가 더해지며 진화적 발전이 일어나면, 항상 오래된 단계를 압축하거나 삭제하는 과정이 일어나 발생 시간이 길어지는 것을 막는다고 설명했다. 이 주장은 어느 순간 동물의 성장이 지연되고 생식기관이 성숙하여 번식하는 형상, 즉 유형성숙을 관찰한 것에 기반을 두고 있었다. 유형성숙의 발견은 개체 발생에서 어떤 기관의 발생이 특히 촉진되거나 지연되는 이시성의 관점에서 확장되어, 진화적 변화의 메커니즘으로 받아들여지게 되었다. 다아시 톰슨은 1917년에 출판한 그의 책 『성장과 형성』에서 성장 속도의 차이가 형태 상의 변이들을 만든다고 선언했다. 그는 생물 개체의 체제에 있어서 근본적인 유사점들과 기하학적인 변이들이 생기는 과정이 변이들을 설명하는 데 있어서 이용될 수 있다고 보였다.
1970년대 후반 독일의 생물학자인 에드워드 루이스 등은 노랑초파리에서 180개의 염기서열로 구성된 특정 DNA 단편인 호메오박스를 발견하였다. 1980년대에 들어 동일한 염기서열을 갖는 호메오박스가 포유류에서도 발견되었으며 이들이 동일한 역할을 한다는 것이 밝혀졌다. 초파리 배아의 앞과 뒤를 결정하는 호메오박스 유전자는 포유류에서 척추 형성에 관여한다. 즉, 유사한 유전자는 계통적으로 멀리 떨어져 있는 생물에서도 유사한 역할을 한다는 점이 밝혀진 것이다. 초파리의 특정 호메오박스 유전자를 생쥐의 배아에 이식한 실험에서 초파리의 호메오박스 유전자는 정상적인 생쥐의 그것과 동일한 역할을 수행하였다. 호메오박스의 발견은 배의 발생과 진화에 대한 새로운 관심을 불러일으켰고 진화발생생물학이 시작되는 계기가 되었다. 호메오박스의 발견은 배의 발생과 진화에 대한 새로운 관심을 불러일으켰고 진화발생생물학이 시작되는 계기가 되었다. 1995년 루이스와 동료들은 호메오박스 발견의 공로로 노벨 생리학·의학상을 수상하였다.
1988년 리보솜 RNA의 염기 서열을 비교하여 동물계 전체의 조상 후손 관계를 파악하는 연구가 진행된 이후 DNA의 염기 서열을 비교하여 생물의 계통을 밝히는 분자계통학 연구가 시작되었다. 현재 모든 동물 계통의 분지가 밝혀지지는 않았으나 분자계통학의 연구는 비교생물학의 상동성 연구에 많은 도움을 주고 있다.

## 연구
진화생물학의 연구는 사람과 초파리 사이에 공통적인 유전자는 어떤 것이 있는 지, 또한 사람만이 갖는 고유한 유전자에는 어떤 것이 있는지를 연구한다. 비유하자면 호메오박스와 같은 유전자는 서로 다른 모양을 하고 있는 레고 블록과 같다. 같은 종류의 레고 블록을 사용해서 집을 만들 수도 있고 자동차를 만들 수도 있듯이, 서로 다른 특징을 갖는 유전자들이 모여서 한 생물의 유전체를 이루게 된다. 진화의 긴 역사 속에서 어떤 유전자는 생물 전체에 걸쳐 공통적으로 남아 있을 수도 있고 다른 것은 빠지거나 바뀔 수도 있다. 이렇게 생물종의 발생 특징을 결정짓는 유전자를 조절부위라고 한다. 사람과 초파리에게는 앞서 보았던 공통적인 역할을 하는 조절부위도 있는 반면, 턱과 같은 골격을 형성하는 조절부위는 초파리에게는 없다.

### 호메오 유전자(혹스 유전자, 체질결정유전자[14])
호메오박스는 약 180개의 염기쌍(뉴클레오타이드)으로 이루어져 있으며, 수많은 유전자들의 스위치를 켜는 전사인자들을 암호화한다. 호메오박스 유전자는 발현되어 서열 특이적으로 DNA와 결합할 수 있는 호메오도메인이라고 불리는 단백질을 만든다. 초파리의 이런 유전자 가운데 하나에 돌연변이가 생기면 더듬이 위치에 다리가 생긴다. 아래의 서열은 전형적인 인트론들을 대시기호로 표시한 호메오박스 영역에 해당하는 60개의 폴리펩타이드 사슬을 보여준다.
RRRKRTA-YTRYQLLE-LEKEFLF-NRYLTRRRRIELAHSL-NLTERHIKIWFQN-RRMK-WKKEN

HoxD 유전자무리

하나의 호메오도메인 단백질만으로는 타깃이 되는 유전자만을 인식해내기가 힘들기 때문에, 대부분의 경우 호메오도메인 단백질들은 다른 전사인자들과 함께 복합체를 이루며 그들의 타깃 유전자들의 프로모터 부위에서 역할을 수행한다. 이러한 복합체들은 단일 호메오도메인 단백질보다 훨씬 높은 타깃 특이성을 보인다.
최초로 호메오도메인을 찾은 곳은 초파리의 호메오단백질들과 분절형성단백질들이었다. 이후 발생유전학자들의 각고의 노력으로 척추동물을 포함한 많은 동물들에서 호메오도메인이 보존되어 있음을 밝혔다.

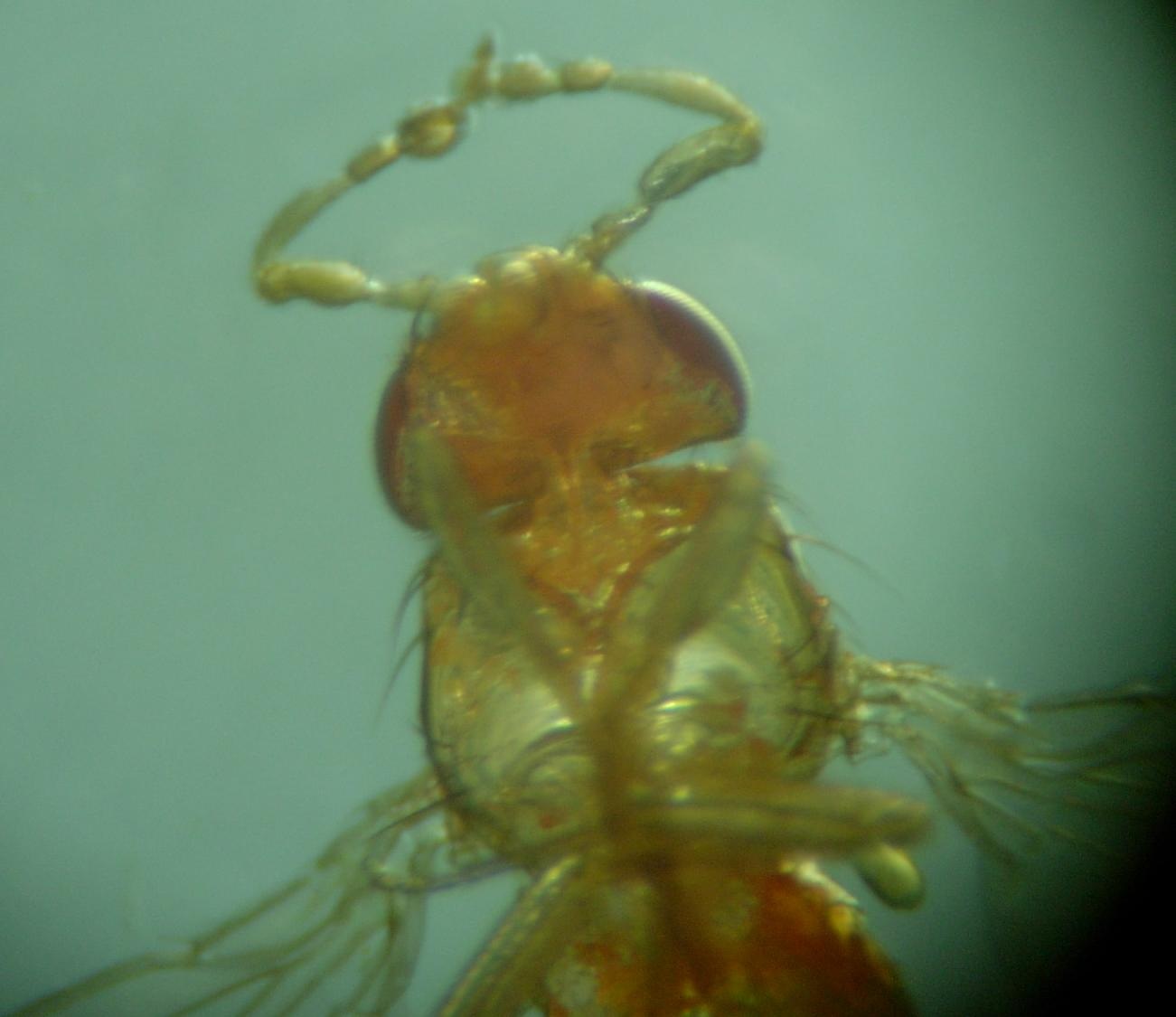
안테나페디아 돌연변이가 생긴 초파리의 머리

바이토락스 돌연변이가 생긴 초파리

호메오도메인은 나선 대 나선연결구조를 만들며 DNA와 결합한다. 나선 대 나선연결구조는 두 개의 알파나선들로 이루어진 특징을 지니는데, 이 나선들은 DNA와 호메오도메인이 가까이 닿게 하고 짧은 회전 동안에 결합할 수 있게 한다. 이중 두 번째 나선은 곁사슬들과 DNA의 회전으로 생기는 주홈에서 밖으로 노출된 염기들과 티민 메틸기들 사이의 수소결합과 소수성의 상호작용들을 통해 DNA와 결합한다. DNA와 호메오도메인의 두 번째 나선이 결합하면, 첫 번째 나선은 그 구조의 안정화를 돕는다.
호메오 유전자들은 배아의 전후축을 따라서 배아 내 각 구역의 운명을 결정짓는 데 필수적인 유전자다. 호메오 유전자들은 호메오도메인을 포함한 전사조절인자들을 암호화하는데, 전사조절인자들은 동물의 전후 체축을 따라서 다른 유전적 프로그램을 작동시킨다. 1984년에 에디 드 로버티스는 손톱개구리속에서 최초로 척추동물의 호메오 유전자를 분리하여 얻어, 이보디보 발전의 원동력을 제공했다. 척추동물에서, 같은 조상 유전자에서 유도된 네 개의 유전자들은 약간의 기능을 상실했지만, 동시에 여러 가지의 새로운 기능들을 획득했다. 예를 들어, HoxA와 HoxD 유전자는 다리 축을 따라 그 구역의 운명을 결정짓는다.
이러한 유전자들의 주된 매력은 바로 그들의 독특한 행동에 있다. 호메오 유전자들은 보통 조직화된 하나의 무리에서 발견된다. 무리 내에서 이 유전자들의 배열 순서는 영향을 끼치게 되는 구역과 시기와 직접적으로 연관되며, 이러한 현상을 공통직선성이라 한다. 공통직선성으로 인해, 돌연변이로 인한 유전자 무리의 변화는 보통 유전자의 영향이 미치는 구역에 유사한 변화를 일으킨다.
예를 들어, 동물의 특정 부분이 동물의 전체부로 발생하는 것을 담당하는 한 유전자에 돌연변이가 생기면 그 부분이 원래보다 후체부에 발생하게 된다. 이 현상을 전위라 한다. 초파리에서의 전위의 유명한 예시로는, 머리에 더듬이 대신 다리가 생기는 안테나페디아와 두 개의 가슴이 생기는 바이오토락스 돌연변이가 있다.
분자적 증거들은 몇 개의 호메오 유전자들이 좌우대칭동물 이전의 자포동물에서도 발견됨을 보여주는데, 이것으로 호메오 유전자들이 고생대 이전부터 존재했다고 추정된다.

### 유전자 툴킷
마스터 유전자 중 가장 유명한 것들인 호메오 유전자, 눈, 부속지, 심장을 만드는 십여 개의 유전자들도 동물 발생을 책임지는 유전자 툴킷 가운데 일부분에 불과하다. 초파리 형성에 관련된 유전자만 해도 수백 개 정도이고, 나머지 수많은 유전자들도 각자 초파리 세포들 안에서 특화된 기능을 수행하는 일을 한다. 또한 동물 신체의 발생과 무늬 형성을 통제하는 동물 발생의 툴킷에는 호메오 단백질, 신체 형성 마스터 유전자들, 세포 형태조절인자들, 헤지호그 및 기타 신호전달 단백질들, 세포 수용체들, 호르몬들, 착색 단백질들, 기타 DNA 결합 단백질들이 있다.
유전학자들은 전체 툴킷 유전자를 밝혀내기 위해서 기형을 띠는 돌연변이체의 유전자들을 분리한 후 분석하였다. 1970년대 말부터 1980년대 초에 크리스티안네 뉘슬라인-폴하르트와 에릭 위샤우스는 초파리 유충이 발달하는데 필요한 거의 모든 유전자들, 즉 적절한 체절을 만드는 데 필요한 수십 개의 유전자들, 세 겹의 조직층을 만드는데 필요한 유전자들, 그 밖의 장식에 필요한 유전자들을 낱낱이 밝혀냈다. 심지어 초파리에 대한 연구를 확장시켜 대부분의 척추동물과 다른 동물도 이와 유사한 유전자들을 가지고 있다는 것을 알아내면서, 이보디보의 발전의 토대를 닦았다.
그런데 뉘슬라인-폴하르트와 위샤우스가 발견해 온 돌연변이들에게서 보인 충격적인 공통점이 있었다. 바로, 유전자들이 곤충 구조의 기초 모듈이 되는 체절 단위 이상으로만 영향을 미쳤다는 점이다. 유전자들은 기초가 되는 체절의 구조는 보존하지만, 체절의 배열에만 영향을 미쳤다. 덕분에 어떤 경우라도 발생이 마구잡이로 되지는 않았고, 특정 체절들이 전부 혹은 일부가 없어지거나 극성이 흐트러지는 패턴의 변화를 나타냈다. 또한 특정 기능이 비활성화되어도 다른 기능들은 정상적으로 작동했다.
이후 툴킷 유전자들에 대한 많은 연구 끝에, 오늘날 툴킷의 수많은 유전자들이 알려져 있다. 툴킷 유전자들은 대체로 다른 유전자들에 대한 스위치 역할을 해서 발생에 영향을 미친다. 툴킷의 큰 부분을 차지하는 것으로는 전사 요인과 신호전달경로에 속하는 단백질이 있다. 전사 요인은, 마스터 유전자와 같이 DNA에 직접 결합해서 유전자의 전사를 껐다 켰다 한다. 한편, 한 세포가 다른 세포로 소통하기 위해서 분비한 신호 단백질은 다른 세포의 수용체에 결합해서 그 세포의 모양과 분열 등에 관한 여러 변화를 일으킨다. 초파리 내에도 약 열 가지의 신호전달경로가 있는데, 세포와 세포를 넘나드는 신호, 수용체, 갖가지 중간물질 등의 신호전달 요소들 중 하나라도 돌연변이가 일어나면 전체 신호 체계가 무너지게 된다. 이후 생물학자들은 척추동물에서 초파리의 툴킷 유전자와 상동인 유전자를 찾아냈다.

### 윌리스턴의 법칙
고생물학자 새뮤얼 윌리스턴은 1914년 고대 해양 파충류를 연구하던 도중 초기 동물군에는 비슷한 부속들이 다수 반복되는 반면, 후대의 동물군에서는 부속의 수가 줄고 구조마다 한결 전문화된 형태가 나타난다는 사실을 알아차렸다. 그는 이 사실에서 ‘진화는 유기체 신체부속들의 수가 줄어드는 방향으로, 줄어든 부위들이 기능 면에서는 훨씬 전문화되는 방향으로 진화한다’라는 윌리스턴의 법칙을 도출하였다. 쉽게 말해서 충분한 수를 확보한 연속 상동기관들은 기능의 전문화와 수의 감소를 향해 간다는 것이다.

## 초파리에서의 호메오 유전자
지난 세기부터 슈페만, 베이트슨과 같은 생물학자들은 자연과 실험 도중에 생긴 괴물들의 탄생에 대해 의문을 가졌다. 그들은 이러한 괴물들을 통해서 대장균에서부터 코끼리까지 모든 생물에서 통할 수 있는 발생의 규칙을 알아내기 위해 끊임없이 노력했다. 이 발생의 법칙을 밝히기 위해서는 정상과 다른 기형들을 수없이 확보하고, 돌연변이 형질을 순종으로 길러 후손들이 동일한 특성을 나타냄을 보여야 했다. 1915년, 유전학자 캘빈 브리지스가 우연히 작은 뒷날개가 앞날개의 크기만큼 큰 초파리 돌연변이체를 발견한 이후로, 다리가 머리에 달린 안테나페디아 돌연변이 등의 여러 호메오 돌연변이가 초파리에서 발견되면서 초파리에서의 이보디보 연구가 본격적으로 물꼬를 틀기 시작했다.
초파리에서의 호메오 돌연변이체들의 매력은 단 하나의 유전자의 문제로 몸 전체가 전혀 다르게 변했다는 것에 있었다. 이 문제의 해답을 찾는 데 열쇠가 되는 유전자 복제 기술이 보편화되면서, 몇몇 생물학자들이 초파리 돌연변이에 대한 연구에 뛰어들었다. 그들은 수년의 연구를 통해서 초파리의 호메오 유전자들이 두 개의 복합체로 나뉘어서, 초파리의 총 네 염색체 중 세 번째 염색체에 위치한다는 것을 알았다. 첫 번째 복합체는 세 개의 유전자로 이루어져 있고 초파리의 전체부를, 두 번째 복합체는 다섯 개의 유전자로 이루어져 있고 초파리의 후체부를 조절하고 있었다. 신기한 점은 바로 호메오 유전자들이 복합체 속에 배치된 순서가 유전자가 조절하는 몸 부위의 순서와 일치한다는 것이었다.
1983년 이래 생물학자들은 두 복합체를 분석하면 초파리 형성의 규칙을 찾아낼 수 있다는 기대 아래에서 두 복합체의 DNA를 분석하기 시작했다. 연구 결과, 복합체 내 8개의 유전자로부터 다양한 호메오 단백질들이 발현되고, 이들은 각각 특정 신체부위에 독자적인 영향을 미치면서 한편으로는 약 아미노산 60개에 해당하는 유사서열을 지니고 있어 공통적인 기능을 수행하고 있었다. 호메오 유전자들에 공통적으로 존재하는 이 180개 염기쌍 서열은 DNA 내에서 상자 모양으로 보였으므로 호메오박스 유전자라 불렸다.
이 같은 놀라운 발견에도 불구하고, 당시 생물학계의 정설에서는 포유류와 초파리와 같은 벌레는 발생법칙 자체가 매우 다르다고 생각했으므로 크게 인정받지 못했다. 포유류를 연구하는 생물학자와 비교적 하등생물들을 연구하는 생물학자들의 교류가 없어 일어난 일이었다. 예외적으로 빌 맥기니스와 마이크 레빈은 연구 도중 호메오 돌연변이에 마음을 뺏기고, 포유류가 특별하다는 이전의 편견을 버렸다. 두 사람은 초파리의 모든 호메오 유전자들에 호메오박스가 있다는 것을 확인하고, 주변에서 찾을 수 있는 벌레, 지렁이, 개구리, 소, 사람 등과 같은 온갖 생물들에서 DNA를 분리해 호메오박스를 찾기 시작했다. 놀랍게도 두 사람은 초파리 이외의 동물에서도 호메오박스들을 발견하고 심지어 그것들이 매우 유사한 서열을 가지고 있음을 알아냈다. 이를 통해, 학자들은 호메오 유전자들은 모든 생물의 발생에서 핵심적인 역할을 하므로, 잘 보전되어 왔음을 추정할 수 있었다.
몇 년이 지난 후, 쥐의 호메오 유전자 배열을 초파리와 비교해본 결과 마찬가지로 유전자들이 몇 개로 나뉜 복합체로 존재하였다. 뿐만 아니라, 각 복합체 속 유전자 배열은 초파리에서와 같이 유전자가 발현되어 영향을 미치는 쥐의 신체부위 순서와 일치했다. 이 연구를 통해, 호메오 유전자 복합체들이 파리와 쥐처럼 서로 다른 동물들의 발생에서 유전자의 염기 서열, 유전자들이 복합체로 존재하는 방식, 심지어는 배아에서 이용되는 방식에 같은 영향을 미치고 있음을 부정할 수 없게 되면서, 생물계에 거대한 혁명의 바람이 몰려올 것을 암시하게 되었다.
또한 빌 맥기니스와 마이크 레빈이 있었던 발터 게링 실험실에서는 초파리의 아이리스(눈 없음) 유전자를 발견하고 사람에게도 이와 대응되는 유전자 아니리디아(무홍채)가 있다는 것을 알았다. 아니리디아 유전자는 또한 쥐의 스몰아이 유전자와 같았다. 상이한 눈 조직을 형성하는 데 같은 유전자가 관련됨에 대해 의문을 가진 연구자들은 추가로 한 실험에서, 아이리스 유전자가 초파리의 다른 신체부위에서 발현되도록 조작을 하면 그 부위들에서 눈 조직이 형성될 수 있음을 확인했다. 이로써 아이리스 유전자가 눈 발생을 조절하는 마스터 유전자임을 알게 되었다. 더 놀라운 결과는 쥐의 스몰아이 유전자를 초파리에 넣었을 때, 쥐가 아닌 초파리의 눈 조직이 유도되었다는 것이다.
쥐 유전자가 파리의 눈 발생을 촉진한 것이었다. 이후, 아이리스, 아니리디아, 스몰아이 유전자를 묶어 팍스-6 유전자라 부르기 시작했고, 이들은 모든 종류의 동물에서 눈 형성과 연관되어 있음으로 보아 모든 생물의 공통 조상이 팍스-6 유전자를 눈 형성에 사용했으므로 진화되는 내내 재사용되고 보존되어왔음을 추정할 수 있었다. 또 다른 예로, 유전자에 손상을 입으면 초파리의 다리의 바깥쪽에 변이가 일어나는 디스탈리스 유전자가 모든 생물의 부속지를 만드는데 사용되고, 초파리의 심장 형성에 필수적인 틴먼 유전자들이 척추동물의 심장 형성에도 중요하게 작용한다고 밝혀졌다.
사소한 초파리의 호메오 돌연변이를 시작으로, 오랜 기간 유지되어왔던 진화생물학자들의 ‘서로 다른 동물들은 오랜 기간 동안 각자 다른 진화의 역사를 거치면서 완전히 별개의 방법으로 진화되어 왔다’는 생각은 무너졌다. 상이한 동물에서 공통된 유전자가 동물의 발생에 매우 유사한 기능을 함이 알려지자, 생물학자들은 다시 동물의 발생과 구조의 기원, 동물의 진화에 대해 철저히 재검토해야 하는 입장에 처하게 된다.

## 이보디보의 확장

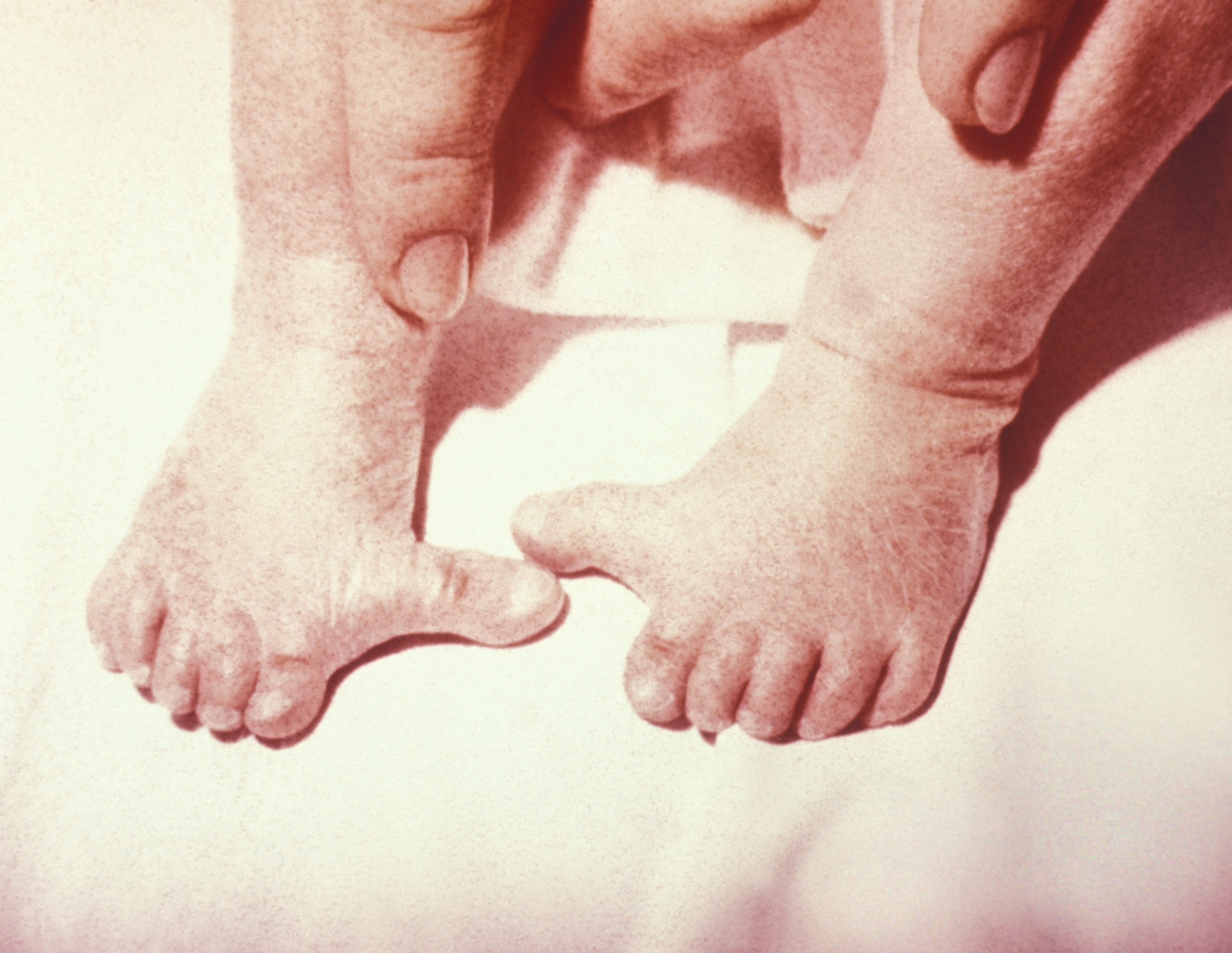
유전자에 돌연변이가 생겼을 경우 사람에서 다지증을 일으키는 것으로 알려진 헤지호그 유전자가 병아리에서도 동일하게 작용하며, 초파리에서는 초파리 유충에 많은 섬모가 돋아나게 한다.

초파리에서 호메오 유전자를 발견한 후, 분자생물학자들은 초파리의 호메오 유전자를 탐침으로 사용하여 다른 생물에도 이러한 유전자가 존재하는지를 알아보는 작업에 착수했다. 결과는 대성공으로, 선충에서 코끼리까지 모든 동물에서 호메오 유전자의 존재가 확인되었다. 심지어 염기 서열 또한 매우 비슷함을 보였다. 이는 호메오박스가 진핵생물의 진화 과정에서 매우 초기에 일어났음을 시사한다. 쥐의 호메오 유전자의 배열에 관한 연구는 호메오박스의 기능에 의구심을 품고 있던 학자들 조차 그 중요성을 인정하지 않을 수 없게 하였다. 쥐의 호메오 유전자들은 파리와 마찬가지로 몇 개의 복합체를 이루고 있었으며, 심지어 그 순서는 발현되는 쥐의 신체부위 순서에 정확하게 대응했다. 이는 동물들의 호메오 유전자의 유사성이 서열의 유사성으로 그치는 것이 아니라 복합체 조직을 이루는 방식, 나아가 배아에서 활용되는 방식에까지 미친다는 것을 보여준다. 이로써 호메오 유전자 복합체들이 동물들의 발생에 동일하게 영향을 미치고 있다는 사실은 부인할 수 없게 되어 버렸다.

### 신체 형성 유전자 툴킷
어떻게 초파리와 사람처럼 확연하게 다른 신체 구조를 형성하는 유전자의 서열이 그토록 비슷할 수 있는 것일까? 처음에 과학자들은 초파리와 사람의 너무나도 큰 해부학적 구조 차이 때문에 초파리의 발생학적 과정 연구가 사람의 발생학적 과정의 연구에 아무런 도움도 주지 못할 것이라고 생각했다. 그러나 곧 이것은 틀린 생각이라는 것이 증명되었다. 초파리의 눈을 형성하는데 관련하는 마스터 유전자인 '아이리스 유전자'와 대응되는 유전자 군이 다른 생물군에서도 발견되었고, 심지어 다른 생물군의 눈-형성 마스터 유전자를 초파리에 집어넣어도 정상적인 초파리의 눈이 형성되었다. 또한 초파리의 말단부를 형성하는 유전자인 디스탈리스 유전자 또한 초파리와 유연관계가 적은 동물을 포함한 모든 동물의 몸에서 튀어나온 부속지들의 형성에 모두 관련됨을 보였다.

### 공통의 툴킷 유전자
크리스티안네 뉘슬라인-폴하르트와 에릭 위샤우스의 연구에 의하여 초파리 유충의 발달에 필요한 모든 유전자들이 알려지고, 대다수의 척추동물과 기타 동물들이 이에 대응하는 유전자들을 갖고 있다는 사실이 밝혀진 이후, 툴킷 유전자의 돌연변이는 모듈식 구조는 유지한 채 배열의 패턴에만 영향을 미친다는 사실이 밝혀졌다. 툴킷 유전자들은 다른 유전자들의 전사에 관한 스위치를 조절하며 발생에 영향을 주는데, 전사인자는 이러한 툴킷 유전자의 큰 부분을 차지한다.

### 툴킷 역설과 다양성의 기원
공통된 툴킷은 툴킷 유전자가 매우 오래된 것으로서 대부분의 동물들이 갈라져 진화하기 전부터 존재했다는 사실을 의미한다. 사람과 초파리처럼 서로 상이하게 다른 형태를 가진 동물이라도 공통의 툴킷을 가지고 있을 뿐만 아니라 유전체의 서열 또한 매우 흡사하다. 이러한 사실로부터 공유하는 유전자가 이렇게나 많은데 어떻게 그렇게 상이한 형태가 만들어지는지에 대한 역설을 제기할 수 있다. 그 해답은 바로 툴킷의 스위치 조절에 있다.

## 동물 다양성 형성
일련의 발생학적 연구를 통해 과학자들은 현생 생물의 툴킷 유전자를 밝혀 내고 그 역할과 모든 동물에서 툴킷의 공통성 또한 밝혀낼 수 있었다. 이보디보는 이에서 그치지 않고 과거의 생물에서 어떻게 지금의 다양한 형태의 생물군이 형성되었는지를 밝혀냄으로써 진화의 현대적 종합 이론의 큰 기여를 하였다. 이보디보가 주장하는 진화적 혁신의 주요 원리는 이미 존재하는 구조가 변형되어 새롭게 진화된 구조가 형성된다는 것이다. 진화적 혁신으로 가는 가장 쉬운 길은 일단 A로 간 후에 B로 가는 것이지, 아무것도 없는 곳에서 곧바로 B로 가는 길을 말하는 것이 아니라고 이보디보는 말한다. 또 하나의 원리는 다기능성과 중복성이다. 여러 기능을 담당하는 구조가 있는데 그 구조가 여러 개 중복되어 존재한다면, 노동 분업을 이루어 서로 다른 구조로 전문화되어 다양한 기관을 만들 수 있다. 마지막으로 모듈성이 있다. 익룡이 네 번째 손가락을 길게 진화시키고, 뱀이 수백 개의 척추 뼈들을 진화시켜 몸통을 늘이고, 박쥐의 손가락들이 길어져 날개막을 지지할 수 있었던 것은 모두 이들이 모듈 식 설계를 취하고 있었기 때문이다. 모듈성 덕분에 각 신체 부속들은 다른 부속들에게 전혀 영향을 미치지 않고 독립적으로 변형되거나 전문화 될 수 있었다. 이보디보의 논리에 따르면 생물이 이토록 다양한 형태를 띠게 된 것은 자명하다. 동물은 혁신을 이루어 새로운 생태지위를 얻을 수 있었고, 새로운 생태지위는 또한 다양성의 확장을 촉진했다

### 캄브리아기 대폭발
고생물학자들은 화석을 연구하던 도중 지구 역사상 비교적 짧은 기간 내에 동물의 복잡성이 급격하게 증가한 시점이 있음을 밝혀내었다. 이를 캄브리아기의 대폭발이라고 부르는데, 이를 둘러싸고 여러 의문들이 제기되었다. 폭발을 점화시킨 요인은 무엇인가? 캄브리아기의 기묘한 화석 구조들, 현생 동물군들과는 다른 이런 구조들이 현생 동물군들과는 어떠한 관계가 있을까? 이렇게 복잡한 동물들이 하필 이때 처음 등장한 까닭은 무엇인가? 이에 대하여 다양한 가설이 제시되었지만, 발생학의 극적인 발전으로 캄브리아기의 대폭발에서 과학자들은 유전자가 어떠한 역할을 맡았는지 밝혀낼 수 있게 되었다.
캄브리아기 동물군들을 보고 제일 먼저 지적하게 되는 점은 반복되는 신체부속의 종류와 수가 다양하게 진화했다는 사실인데, 이는 윌리스턴의 법칙을 극적으로 드러내는 예이다.

### 공통의 툴킷 유전자와 스위치의 변화
흔히 새로운 종류의 신체 설계와 구조가 등장하기 위해서는 먼저 새로운 유전자들이 진화해야 한다고 생각한다. 그러나 절지동물의 조상인 엽족동물과 가까운 유연관계에 있는 유조동물과 절지동물의 호메오 유전자를 비교한 결과, 절지동물의 호메오 유전자들이 유조동물과 절지동물의 공통 조상에 이미 존재하고 있었다는 사실이 밝혀졌다. 이로써 호메오 유전자의 수가 폭발적으로 늘어난 것이 캄브리아기 대폭발의 원인이라는 가설이 깨어지게 되었고, 과학자들은 이제 새로운 해답을 찾아야만 했다. 이에 대한 대안으로 제시된 것이 스위치의 변화이다. 현생 절지동물의 설계들을 비교함으로써 과학자들은 호메오 유전자 발현 지역이 이동하면서 절지 동물 설계에서 주요한 차이들이 생겨났음을 알 수 있었다. 따라서 부속지의 종류 및 기능이 다양해진 것은 체축을 따라 늘어선 서로 다른 영역에서 서로 다른 호메오 유전자들이 발현했기 때문이라고 할 수 있다. 척추 동물의 진화 과정에서도 이와 비슷한 현상이 발견되는데, 초기 척추동물의 진화 과정은 캄브리아기 또는 그 이후 생물들의 진화과정과는 달리 호메오 복합체 또는 유전체를 복제하여 그 수 자체를 늘였다. 그러나 고등 척추동물의 진화 역사 후반에서는 유전자의 수가 중요한 요인이 아니었다. 척추동물의 신체 형태 진화는 절지동물과 비슷하게, 체축에서의 호메오 유전자의 발현 지역의 이동으로 이루어졌다. 이렇게 배아에서 호메오박스의 좌표를 통제하는 것은 바로 호메오 유전자의 스위치들이며, 이 스위치들의 DNA 서열이 변화함으로써 벌어지는 일이라는 것이 밝혀짐으로써 드디어 어떻게 동물군이 다양하게 형성되었는지에 대한 실마리가 풀렸다. 만약 호메오 단백질을 암호화하고 있는 서열 자체에 변화가 일어났다면 그 모든 기능들에 영향이 미쳤을 것이다. 그러나 실제로는 특정 스위치에만 변화가 일어났기 때문에 다른 신체 부속들에는 아무런 영향 없이 특정 모듈만 변화를 일으킬 수 있었다.

### 유전적 가능성과 생태적 기회의 만남
동물의 형태 변화는 툴킷 유전자의 발명 그 자체에 있지 않다는 것이 알려지자, 최근에는 캄브리아기 대폭발의 원인이 생태적 현상이라는 의견이 지지를 얻고 있다. 툴킷 유전자들은 동물의 형태를 지시해주는 중요한 역할을 하나, 툴킷 자체는 가능성을 의미할 뿐, 운명을 지시하는 것은 아니다. 캄브리아기의 대폭발은 생태적 상호작용과 다양한 동물종이 증가함에 따라 경쟁의 압박이 갈수록 커져, 보다 복잡한 구조들이 쉴 새 없이 진화한 것으로 봐야 한다.

### 원시 부속지의 전문화
진화의 역사는 일종의 ‘군비 확장 경쟁’이라고 할 수 있다. 같은 환경에서 더 잘 살아남을 수 있게 수영하고, 걷고, 달리고, 뛰어오르고, 숨 쉬고, 땅을 파고, 날고, 음식을 잡고, 으깨고, 삼키고, 찌르고, 거르고, 빨아들이는 데 필요한 더 뛰어나고, 빠르고, 가볍고, 강하고, 민첩한 부속지들을 가지기 위해 경쟁하는 것이었다. 이러한 부속지의 진화는 연속적으로 반복되는 신체 설계 덕분에 일어날 수 있었다. 두 쌍 이상의 구조에 지워져 있던 어떤 기능의 짐을 적은 수의 구조로 옮기고, 그로써 자유롭게 된 구조들을 새 목적에 맞게 전문화시킬 수 있기 때문이다.

#### 절지동물의 부속지 진화
절지동물의 진화를 논할 때 부속지 형태학은 늘 중요한 주제였다. 그 중심에는 공통 조상의 이분지(二分枝)형 부속지가 있다. 모든 부속지들이 이분지형 부속지에서 출발하여 변형된 것이기 때문이다. 과거의 생물학자들은 외형적 형태학에 전적으로 의존하여 단순한 다리를 가진 곤충류, 지네류, 노래기류, 유조류를 한 동물군으로 묶고, 보다 신기하게 갈라진 부속지를 가진 갑각류, 삼엽충류, 전갈류, 투구게류를 다른 동물군으로 묶어 두 가지가 다른 종류라고 믿곤 했다.
그러나 갈라진 다리와 갈라지지 않은 다리의 기원이 다를 것이라는 전통적인 견해와는 달리, 최근의 연구 결과들은 이분지형 다리는 단순한 관 모양이었던 엽족동물의 엽상족으로부터 진화한 것 같다는 사실을 지지하고 있다. 이를 지지하는 진화발생생물학적 증거도 있다. 유조동물의 엽상족과 절지동물의 다리 분지에서 공통으로 부속지의 형성을 돕는 디스탈리스 유전자가 발현되는 것을 확인한 것이다. 갈라진 다리나 갈라지지 않은 다리나 모든 절지동물 부속지 형태들은 독립적으로 발명된 것이 아니라 공통의 고대 엽상족에서 진화한 것임을 지지하는 사실이다.

#### 날개의 기원
곤충의 날개의 유래는 오래전부터 논란이 되어온 풀리지 않는 미스터리였다. 날개 없는 곤충의 흉부 외피가 바깥으로 자라서 날개를 만든 것이라는 주장과 조상동물의 아가미로부터 날개가 생겨났을 것이라는 주장이 팽팽히 맞서 좀처럼 합의를 이루지 못했다. 이보디보는 이에 대하여 강력하고 확실한 증거를 제시하였다. 미할리스 아베로프와 스티븐 코언은 초파리의 날개 발생 과정을 연구하여 날개를 형성하는데 필요한 툴킷 단백질들을 밝히고, 이 단백질들이 다른 절지동물의 부속지에도 발현되는지 조사해보았는데, 놀랍게도 갑각류 부속지의 외분지, 즉 호흡 분지에서 선택적으로 발현하였다. 이 연구 결과는 호흡 분지와 곤충의 날개가 상동기관이라는 결론을 낳았다. 이는 곤충의 날개가 조상 생물의 아가미에서 나왔다는 이론을 뒷받침하기에 충분했다.

## 이보디보의 예시
이보디보 연구의 대표적인 예시로는 나비의 날개무늬와 포유류의 흑색증 진화 등이 있다.

### 나비의 날개
그러므로 이 나비들의 널따란 날개막을 서판 삼아, 자연이 그 위에 종의 변형에 대한 이야기를 써둔 것이라고 할 수 있다. 실로 자연 조직의 모든 변화들이 그 위에 간직되어 있다고도 볼 수 있을 것이다. […] 게다가 날개의 색깔 패턴은 일반적으로 종간의 혈연 정도를 말해주는 썩 규칙적인 증거가 된다. 자연의 법칙은 모든 존재들에게 동일할 것이므로 곤충의 한 종류인 이들에게서 끌어낸 결론은 전체 유기체 세계에 적용되어야만 한다. 따라서 나비를 연구한다는 것은, 설령 산뜻하고 하늘하늘한 생명체라서 선택한 대상이라 하더라도, 경멸 받을 일이 아니다. 도리어 언젠가 생물과학의 가지들 중에서도 가장 중요한 연구로 인정받을 것이다.

영국의 박물학자 헨리 월터 베이츠가 그의 책 『아마존 강의 박물학자』에서 나비를 언급한 뒤로, 나비는 진화적으로, 또 생태학적으로 흥미로운 주제가 되었다. 그 중에서도 이보디보는 나비가 어떻게 그렇게 다양하고 아름다운 무늬를 가질 수 있게 되었는지에 대해 설명한다. 흔히 나비의 날개에는 어떠한 규칙성도 없다고 생각하지만, 1920년대와 1930년대에 몇몇 비교생물학자들이 가장 이상적인 상태의 나비 무늬의 설계도를 작성하였다.
각각의 나비 종들은 이 기본 설계 계획으로부터 다양한 수준으로 벗어난 변이라고 말할 수 있다. 현실의 나비 날개 무늬들은 각각의 무늬 요소들을 최대로 포함하는 기본 설계와는 달리 특정 요소들이 강조되거나 생략되고 조금씩 변형되고는 한다. 이러한 나비의 날개를 관찰함으로써 알 수 있는 사실은 서로 다른 무늬 요소들이 다른 무늬 요소들과는 상관없이 독자적으로 형태와 색과 크기를 바꾸는 방향으로 진화할 수 있다는 점이다. 척추동물이나 절지동물에서 본 모듈 구조가 나비의 날개구조 진화에서도 나타나고 있다는 사실을 알 수 있다.

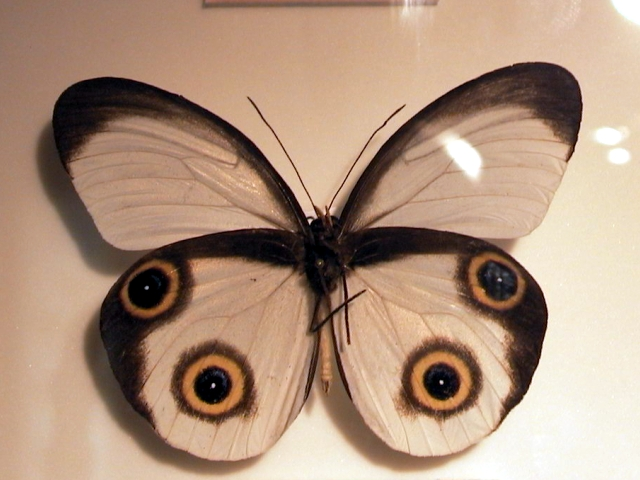
나비의 눈꼴무늬

다양한 나비 날개무늬의 구성 요소 중에서도 과학자들이 초점을 맞춘 것은 나비의 눈꼴무늬에 대해서였다. 눈꼴무늬는 점박이 형태로, 색이 다른 인편들이 여러 겹의 동심원을 이루어 만들어진다. 눈꼴무늬는 포식자의 시선을 상대적으로 연약한 몸통으로부터 분산시켜 날개 가장자리로 향하게 함으로써 포식자의 습격으로부터 나비를 방어하는데 핵심적인 역할을 맡는다.
1980년 듀트 대학의 프레드 네이하우트는 미래의 눈꼴무늬 위치가 유충단계에서 이미 결정된다는 사실을 밝혀냈다. 그 후 션 캐럴과 그의 연구팀은 초파리의 날개를 형성하는 호메오 유전자가 나비에도 존재한다는 것을 확인하고, 그 중에서도 눈꼴무늬를 형성하는데 관여하는 유전자는 초파리 및 절지동물의 부속지 형성에 관여하는 유전자인 디스탈리스라는 것을 알아냈다. 얼핏 이 사실을 디스탈리스가 초파리와 나비에서 각각 다른 역할을 한다는 것을 의미한다는 것으로 오해하기 쉬우나, 곧 디스탈리스가 나비에서도 부속지 형성에 여전히 관여하고 있다는 사실이 드러났다. 디스탈리스는 특정 위치 및 시기에 변함없이 사지를 형성하는 역할을 수행한다. 다만 날개 무늬에서의 작업은 그와는 또 다른 위치 및 시기의 일로서, 전혀 다른 형태로 통제되는 나비만의 무늬 형성 스위치를 진화시킨 것에 대한 결과라고 볼 수 있다. 즉, 본래의 유전자에 새로운 스위치들이 진화함으로써 나비에서 새로운 임무를 수행할 수 있게 된 것이다.

### 포유류의 흑색증 진화
동물의 신체 부속의 일부나 몸 전체가 어둡게 착색되는 현상은 자연에서 가장 흔하게 등장하는 진화적 변화이다. 이에 대한 연구는 오래전부터 진행되어 왔고, 이러한 색소 변화에 어떤 선택압이 작용했는지, 형질 진화의 분자생물학적 기원은 무엇인지 밝혀진 사례들도 있다. 이보디보의 발전으로 연구자들은 포유류의 색, 특히 검은색의 진화에 대하여 더 많은 것을 밝힐 수 있었다.
유전자가 어떻게 동물의 색소 형성에 영향을 끼치는지 알아볼 수 있는 가장 두드러진 현상으로는 흑색증이 있다. 흑색증이란 어떤 개체나 종이 원래의 색이 있어야 하는 자리가 대신 검은 계통의 색깔로 착색되는 현상을 말한다. 흑색증의 원인은 멜라닌 색소로써, 다양한 형태와 황갈색부터 검은색에 이르기까지 넓은 범위의 어두운 색을 띤다. 흑색증의 기원에 대해 자외선 손상으로부터의 보호, 체온 조절, 의태, 혹은 이성에게 선택 받는 데(성간선택)에 유리하다는 여러 설들이 있지만, 정확한 이유는 밝혀지지 않았다.
흑색증과 자연선택에 대한 유명한 사례로 산업혁명 이래로 변화한 영국 및 미국 북부의 산업지구에 사는 얼룩나방의 분포가 있다. 얼룩나방은 티피카 형태와 카르보나리아 형태의 두 가지가 존재하는데, 티피카 형태는 흰 바탕에 검은 얼룩이 나 있고, 카르보나리아 형태는 전체가 다 새카맣다. 산업화가 일어난 지역의 나무들은 그을려서 검기 때문에 티피카 형태보다 카르보나리아 형태의 얼룩나방이 몸을 숨기기에 유리했던 반면, 티피카 형태는 밝은 곳에, 이끼가 나 있는 나무에서 더 살아남기 유리했다.
또한 재규어와 같은 큰 고양이과 동물의 흑색증도 잘 알려져 있는 예 중 하나이다. 포유류는 피부 및 모낭의 색소 세포에서 두 가지의 멜라닌 색소를 만든다. 유멜라닌은 털에 흑갈색을 입히고, 페오멜라닌은 단홍색 또는 노란색을 입힌다. 멜라닌 색소의 양은 여러 단백질들에 의해 조절되는데, 특히 멜라노코르틴-1 수용체(MC1R) 단백질이 중요하게 작용한다. MC1R 수용체는 세포막을 사이에 두고 세포 안팎으로 뻗어있는데, 알파-멜라닌 세포 자극 호르몬(MSH)과 결합하면 색소 세포로 유멜라닌을 합성하라는 신호가 전달한다. 반대로, 아구티라는 단백질이 이 수용체에 결합해서 억제자로 작용하면 페오멜라닌이 생성된다. 정상적인 황색 재규어와 흑색증 재규어를 비교해보니, 흑색증 재규어의 MC1R 유전자에 생긴 우성 돌연변이로 인해 MC1R 단백질의 아미노산 서열에 문제가 생겨 흑갈색을 만드는 유멜라닌 합성이 지속되었음을 알 수 있었다. MC1R 수용체가 연관된 호르몬족들과 밀접하게 반응함에도 불구하고, 수용체의 변화가 일어날 수 있었던 것은 이것이 대체로 색소 조절에만 사용되기 때문이었다.
MC1R 돌연변이는 재규어 이외의 종들에서도 흑색증의 원인이 된다. 놀라운 점은, 이렇게 MC1R 유전자에 돌연변이가 생겨나서 흑색증이 생기는 종들이 만드는 아미노산이 모두 동일하다는 것이다. 다시 말해, 야생 고양이류와 조류가 동일한 단백질에 독립적으로 돌연변이를 일으켜 비슷한 진화적 변화를 낳았다는 것이다. 유전자의 수준뿐만 아니라 단백질의 아미노산 수준에서까지 진화가 반복될 수 있음을 결정적으로 보여준 것이었다.
실제로 자연에서는 몸 전체에 한 색이 쓰인 경우보다는 주로 둘 이상의 색들이 공간적으로 복잡하게 분포한 경우가 더 많다. 이것은 발생에서 유전자의 조절이 모듈 단위로 일어나기 때문에 가능한 일이다. 유전자가 한 장소에서는 선택적으로 발현하고 다른 장소에서는 발현하지 않으려면, 색소 유전자들의 발현 및 색깔 패턴을 통제하는 스위치들이 있어야 한다.
포유류의 무늬에 관한 연구 중에서 가장 흥미로우면서 가장 밝혀지지 않은 문제는 아마도 얼룩말의 무늬에 관한 것일 것이다. 그 중에서도 조너선 바드는 현생 얼룩말 종들 사이에서 줄무늬 개수가 차이 나는 것에 관심을 가졌다. 바드는 각 종의 발생 과정에서 멜라닌 세포의 이동 시작 시점이 다르기 때문에 줄무늬 개수가 다른 것이라고 주장했다. 바드가 주목한 점은 줄무늬 개수가 적으면 무늬 폭이 넓고, 개수가 많으면 무늬 폭이 좁다는 사실이다. 바드는 모든 초기 배아에서 줄무늬들이 발생하는 간격은 일정하지만, 종마다 발생 시작 시점이 다르기 때문에 생기는 현상이라고 추측했다. 무늬 발생이 일찍 시작될수록 무늬 폭은 넓어지고 몸에 그려질 무늬의 개수는 줄어들 것이다. 거꾸로 무늬 발생이 늦게 시작되면 전체 배아의 크기에 비해 무늬 폭이 좁게 될 것이고, 당연히 더 많은 수가 그려질 것이다.

## 같이 보기
- 진화
- 찰스 다윈
- 호메오박스
- 발생학
- 흑색증
- 단속 평형이론
- 혹스 유전자
- 언어의 기원
- 비번역 DNA
- 유생연장

## 참고 문헌
- 『이보디보(생명의 블랙박스를 열다)』 션 B. 캐럴 저/ 김명남 역/ 지호/ 2007.07.23
- 『내안의 물고기(물고기에서 인간까지, 35억 년 진화의 비밀』 닐 슈빈 저/ 김명남 역/ 김영사/ 2009.06.08
- 『한치의 의심도 없는 진화 이야기(DNA와 진화의 확고한 증거들)』 션 B. 캐럴 저/ 김명주 역/ 지호/ 2008.10.13
- 『발생학 길라잡이』 스콧 F. 길버트 저/ 강해묵 역/ 라이프사이언스/ 2011.09.01
- 김창배 (한국생명공학연구원), 진화발생생물학, 생물학전문연구센터, 2003 4월호</ref>

## 읽어 보기
- 『이보디보(생명의 블랙박스를 열다)』 션 B. 캐럴 저/ 김명남 역/ 지호/ 2007.07.23
- 『내안의 물고기(물고기에서 인간까지, 35억 년 진화의 비밀)』 닐 슈빈 저/ 김명남 역/ 김영사/ 2009.06.08
- 『한치의 의심도 없는 진화 이야기(DNA와 진화의 확고한 증거들)』 션 B. 캐럴 저/ 김명주 역/ 지호/ 2008.10.13
- EvoDevo 정보의 진화[깨진 링크(과거 내용 찾기)], 한겨레신문, 2008/05/02